# Gudmund Borelius
Carl Olof Gudmund Borelius, född 18 april 1889 i Falun, död 1 oktober 1985 i Danderyd, var en svensk fysiker. 

## Karriär
Borelius avlade filosofie licentiatexamen vid Lunds universitet 1914 och disputerade där 1915. Han var amanuens i fysik 1908–1915, docent 1915–1922 och professor i fysik vid Kungliga Tekniska Högskolan (KTH) 1922–1955. Hans forskningsområde var fasta tillståndets fysik, särskilt metallers fysik, och han var initiativtagare till KTH:s civilingenjörsprogram i teknisk fysik, som startades 1932.
Borelius invaldes som ledamot av Ingenjörsvetenskapsakademien 1940 och av Vetenskapsakademien 1942. Han tilldelades 1960 Ingenjörsvetenskapsakademiens stora guldmedalj "för hans forskningsarbeten inom de fasta kropparnas fysik och för hans insatser för undervisningen inom området teknisk fysik vid de tekniska högskolorna" och promoverades 1974 till hedersdoktor vid KTH.. Till Borelius minne delas varje år Boreliusmedaljen ut för särskilt värdefulla personliga insatser för Teknisk Fysik på KTH.

## Familj
Gudmund Borelius var son till kontraktsprosten i Ramnäs Carl Aron Borelius (1847–1928) och Gertrud Frank (1856–1942). Han var bror till Fredrik Borelius och Aron Borelius samt far till Anna Borelius-Brodd och Kerstin Emmelin, gift med Nils Emmelin.